# Gert Mattenklott
Gert Mattenklott (* 21. Januar 1942 in Oranienburg; † 3. Oktober 2009 in Berlin) war ein deutscher Komparatist, Kunstphilosoph, Kritiker und Essayist.

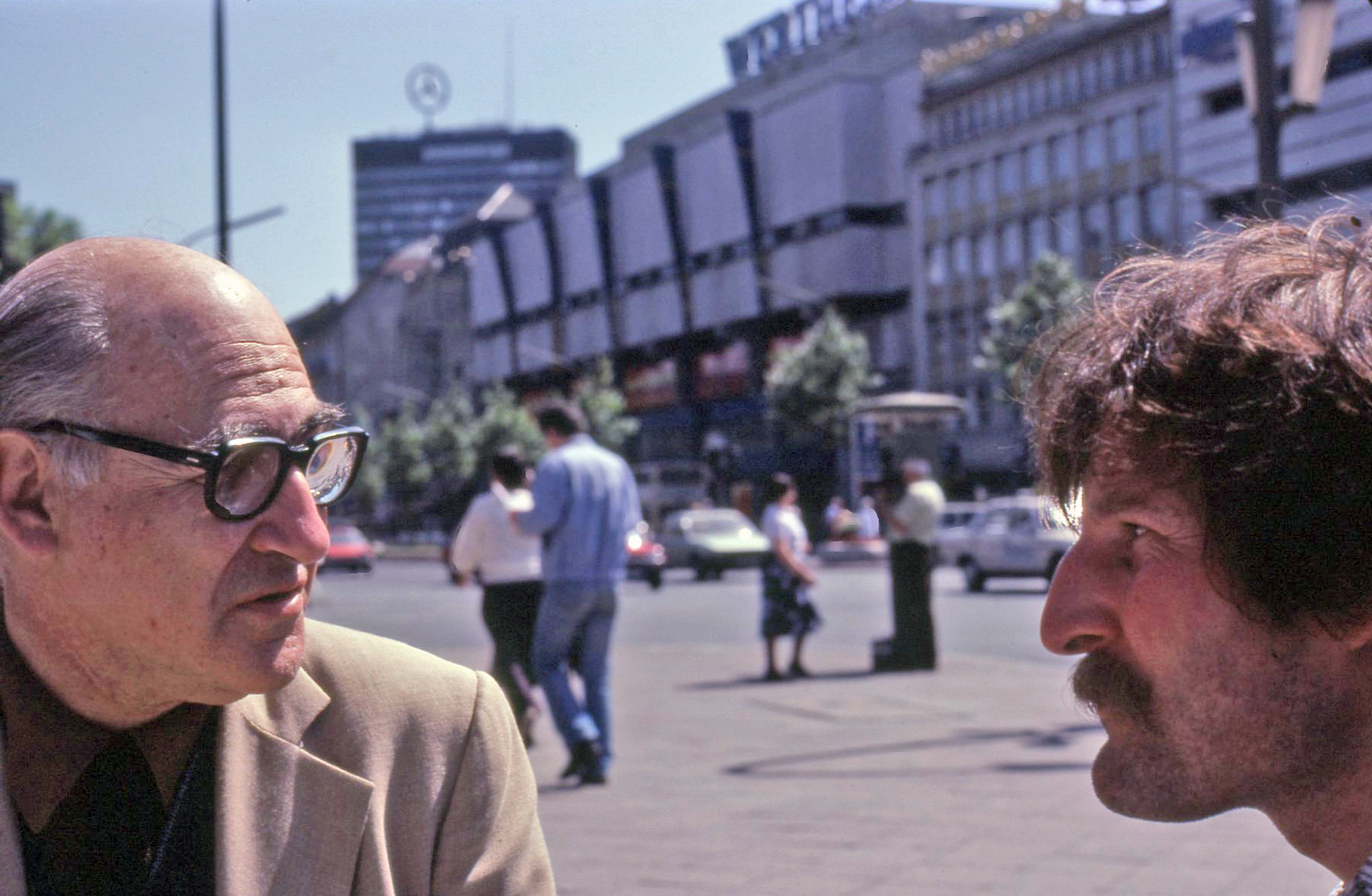
Mattenklott (rechts) im Gespräch mit George Mosse, Juni 1983

## Leben

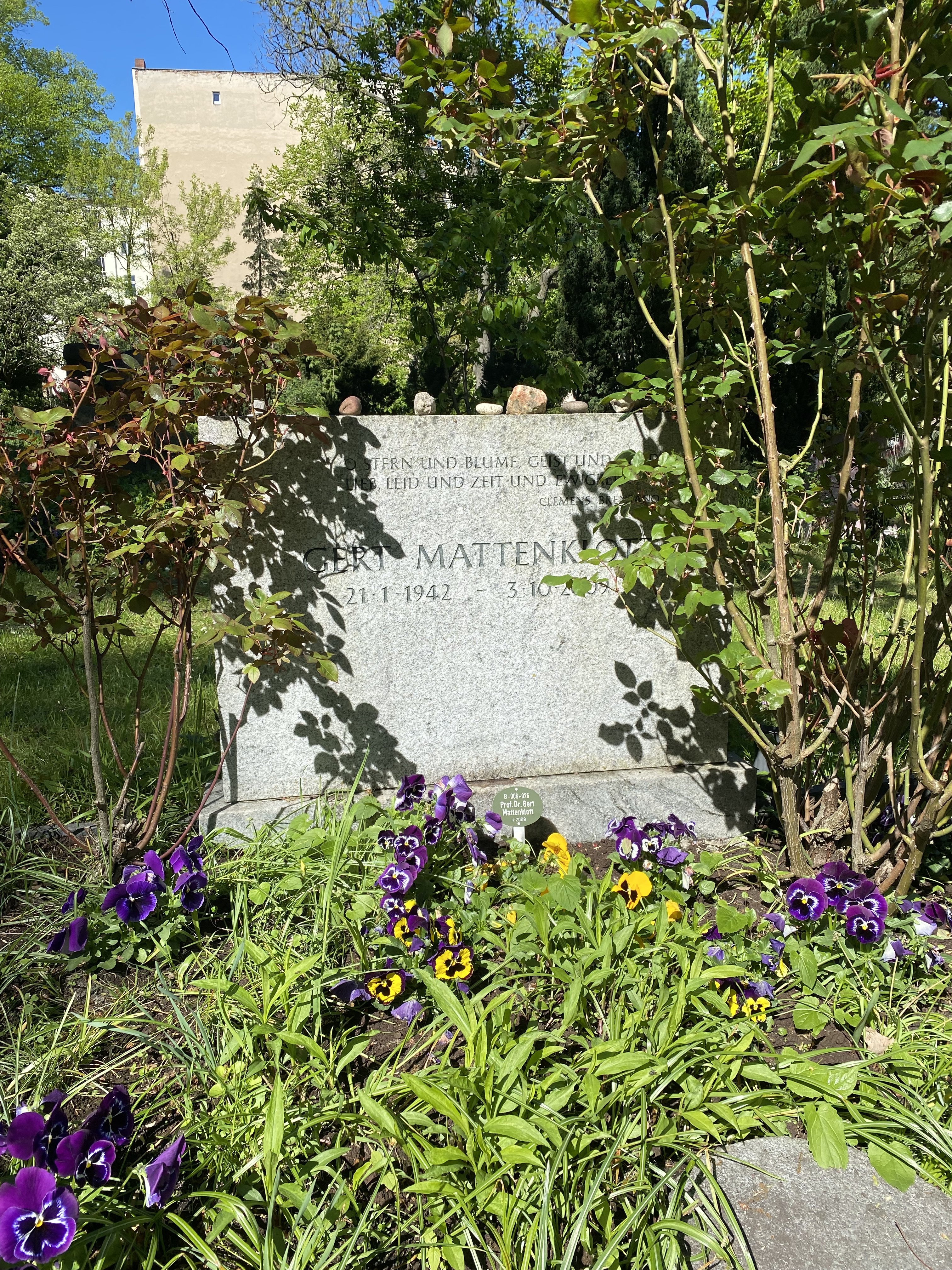
Grabstätte auf dem Dreifaltigkeitskirchhof II

Mattenklott studierte Allgemeine und Vergleichende Literaturwissenschaft, Philosophie, Germanistik und Geschichte in Berlin, Göttingen und Grenoble, vor allem bei Peter Szondi, Jacob Taubes und Wilhelm Emrich. Er wurde mit einer Dissertation über Melancholie in der Dramatik des Sturm und Drang promoviert. Bereits im Alter von 27 Jahren habilitierte er sich 1969 mit der Studie Bilderdienst. Ästhetische Opposition bei Beardsley und George. Während seiner Habilitation war er Research Fellow an der Yale University. Von 1972 bis 1994 lehrte er als Ordinarius für Neuere Deutsche Literatur und Vergleichende Literaturwissenschaft an der Philipps-Universität Marburg, seit 1985 auch als Adjunct Professor der University of Massachusetts at Amherst. 1994 wechselte er als Ordinarius für Komparatistik zurück an das Peter-Szondi-Institut der Freien Universität Berlin.
Mattenklott hatte zahlreiche Gastprofessuren inne, unter anderem in Japan, den USA, in Israel sowie mehrfach in Italien. Er arbeitete daneben auch als Kritiker, unter anderem für den Merkur, für die Neue Rundschau, für Sinn und Form, für die Frankfurter Allgemeine Zeitung (FAZ) und für die Neue Zürcher Zeitung (NZZ). Zu seinen Forschungsschwerpunkten zählten Judaica, Ästhetik, die Künste im Vergleich sowie Weltliteratur in der Globalisierung.
Mattenklott war verheiratet mit Gundel Mattenklott (1945–2024), Professorin im Fachgebiet Musisch-ästhetische Erziehung an der Universität der Künste Berlin; die Tochter Caroline Torra-Mattenklott ist ebenfalls Literaturwissenschaftlerin. Sein Grab befindet sich auf dem Dreifaltigkeitskirchhof II in Berlin.

## Schriften (Auswahl)
- Melancholie in der Dramatik des Sturm und Drang (= Studien zur allgemeinen und vergleichenden Literaturwissenschaft. Bd. 1, ISSN 0585-5950). Metzler, Stuttgart 1968 (Zugleich: Berlin, Freie Universität, Dissertation, vom 15. Februar 1967).
- Bilderdienst. Ästhetische Opposition bei Beardsley und George. Rogner & Bernhard, München 1970, ISBN 3-920802-54-3.
- Der übersinnliche Leib. Beiträge zur Metaphysik des Körpers (= Das neue Buch. Bd. 170). Rowohlt, Reinbek bei Hamburg 1982, ISBN 3-499-25170-1.
- Blindgänger. Physiognomische Essais (= Edition Suhrkamp 1343 = NF Bd. 343). Suhrkamp, Frankfurt am Main 1986, ISBN 3-518-11343-7.
- mit Gundel Mattenklott: Berlin Transit. Eine Stadt als Station. Rowohlt, Reinbek bei Hamburg 1987, ISBN 3-498-04306-4.
- als Herausgeber mit Hannelore Schlaffer und Heinz Schlaffer: Deutsche Briefe 1750-1950. S. Fischer, Frankfurt am Main 1988. ISBN 3-10-073004-6.
- Jüdische Intelligenz in deutschen Briefen. 1619–1988. Frankfurter Bund für Volksbildung, Frankfurt am Main 1988, ISBN 3-927269-11-5 (Später als: Über Juden in Deutschland. 1. Auflage, veränderte und erweiterte Neuausgabe. Jüdischer Verlag, Frankfurt am Main 1992, ISBN 3-633-54052-0).
- als Beiträger in: Karl Blossfeldt: Urformen der Kunst – Wundergarten der Natur. Das fotografische Werk in einem Band. Schirmer/Mosel, München u. a. 1994, ISBN 3-88814-718-2.
- als Herausgeber: Berlin. Jüdisches Städtebild. Mit einer stadtgeschichtlichen Einführung von Inka Bertz. Jüdischer Verlag, Frankfurt am Main 1997, ISBN 3-633-54140-3.
- mit Gerald Funk und Michael Pauen: Ästhetik des Ähnlichen. (Zur Poetik und Kunstphilosophie der Moderne) (= Fischer-Taschenbücher 15003 Forum Wissenschaft, Literatur & Kunst). Fischer-Taschenbuch-Verlag, Frankfurt am Main 2001, ISBN 3-596-15003-5.
- als Herausgeber: Ästhetische Erfahrung im Zeichen der Entgrenzung der Künste. Epistemische, ästhetische und religiöse Formen von Erfahrung im Vergleich (= Zeitschrift für Ästhetik und Allgemeine Kunstwissenschaft. Sonderheft 4). Felix Meiner, Hamburg 2004, ISBN 3-7873-1698-1.
- Ästhetische Opposition. Essays zu Literatur, Kunst und Kultur (= Fundus-Bücher. Bd. 189). Herausgegeben von Dirck Linck. Philo Fine Arts, Hamburg 2010, ISBN 978-3-86572-585-1.